# Anisodes nebuligera
Anisodes nebuligera là một loài bướm đêm trong họ Geometridae.